# Chironomus galilaeus
Chironomus galilaeus är en tvåvingeart som först beskrevs av Jean-Jacques Kieffer 1915.  Chironomus galilaeus ingår i släktet Chironomus och familjen fjädermyggor.
Artens utbredningsområde är Israel. Inga underarter finns listade i Catalogue of Life.